# Fiorano Modenese
Fiorano Modenese (emilián nyelven Fiuràn) település Olaszországban, Emilia-Romagna régióban, Modena megyében. Lakosainak száma 16 850 fő (2023. január 1.). Fiorano Modenese Maranello, Sassuolo, Formigine és Serramazzoni községekkel határos.

## Népesség
A település lakossága az elmúlt években az alábbi módon változott:
| Lakosok száma | 17 034 | 17 099 | 16 850 |
|               | 2017   | 2018   | 2023   |